# Енергетска ефикасност
Појам енергетска ефикасност се најчешће сусреће у два могућа значења, од којих се једно односи на уређаје, а друго на мере и понашања. Под енергетски ефикасним уређајем сматра се онај који има велики степен корисног дејства, тј. мале губитке приликом трансформације једног вида енергије у други. На пример, „обична“ сијалица велики део електричне енергије претвара у топлотну енергију, а само мали у корисну светлосну енергију, и у том смислу она (сијалица) представља енергетски неефикасан уређај. 

## Мере енергетске ефикасности
Када је реч о мерама, под енергетском ефикасношћу подразумевају се мере које се примењују у циљу смањења потрошње енергије. Без обзира да ли је реч о техничким или нетехничким мерама, или о променама у понашању, све мере подразумевају исти, или чак и виши, степен оствареног комфора и стандарда.
Најчешће мере које се предузимају у циљу смањења губитака енергије и повећања енергетске ефикасности су:
- замена необновљивих енергената обновљивим
- замена енергетски неефикасних потрошача ефикасним
- изолација простора који се греје или хлади
- замена дотрајале столарије у просторима који се греју или хладе
- уградња мерних и регулационих уређаја за потрошаче енергије
- увођење тарифних система од стране дистрибутера који ће подстицати штедњу енергије и сл.
- контрола уласка сунчеве светлости и топлоте у простор